# Cyber Sunday (2007)
Cyber Sunday (2007) — pay-per-view шоу федерации рестлинга World Wrestling Entertainment (WWE), ставшее четвёртым ежегодным шоу в линейке Cyber Sunday (до этого шоу называлось Taboo Tuesday). Прошло 28 октября 2007 года в «Веризон-центре» (Вашингтон, США). Шоу представляло все три бренда WWE: Raw, SmackDown!, и ECW. Во время шоу прошло 8 поединков, из которых 4 титульных. Во всех четырёх титульных боях, чемпионы защитили свои пояса.
Главным событием вечера стал поединок между Батистой и Гробовщиком за титул Чемпиона мира в тяжёлом весе со специально приглашённым судьёй Стивом Остином, в котором Батиста защитил свой титул.
Шоу посмотрело по платным кабельным каналам 194 000 человек, меньше чем прошлогоднее.

## Результаты

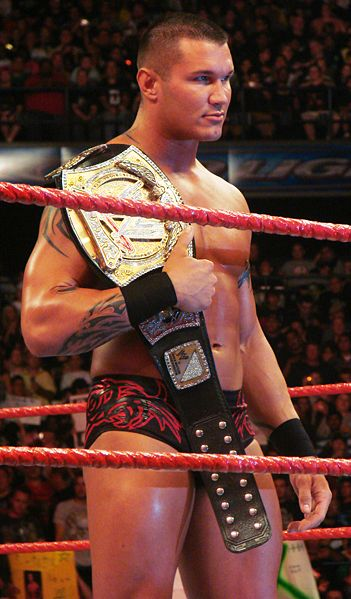
Чемпион WWE Рэнди Ортон, сразившийся с Шоном Майклзом

| #                                | Результаты                                             | Условия | Время |
| -------------------------------- | ------------------------------------------------------ | --- | ----- |
| Dark                             | Джесси и Фестус победили Deuce 'n Domino (с Черри)     | Командный поединок                                                                                               | n/a   |
| 1                                | Рей Мистерио победил Финли                             | Матч с носилками                                                                                                 | 09:41 |
| 2                                | СМ Панк (c) победил Миза                               | Поединок за титул чемпиона ECW                                                                                   | 08:48 |
| 3                                | Мистер Кеннеди победил Джеффа Харди                    | Поединок один на один                                                                                            | 09:05 |
| 4                                | Кейн победил МВП (c) по отсчету                        | Поединок за титул чемпиона Соединённых Штатов                                                                    | 06:38 |
| 5                                | Шон Майклз победил Рэнди Ортона (c) по дискфалификации | Поединок за титул чемпиона WWE                                                                                   | 15:53 |
| 6                                | Triple H победил Умагу                                 | Поединок «Уличная драка»                                                                                         | 17:21 |
| 7                                | Батиста (c) победил Гробовщика                         | Поединок за титул чемпиона мира в тяжёлом весе со специально приглашённым судьёй «Ледяной Глыбой» Стивом Остином | 17:22 |
| (c) - чемпион на момент поединка |                                                        | |       |

### Результаты голосования
| Опрос                                                                | Результаты                                                                                      | Результаты                                                                                      |
| -------------------------------------------------------------------- | ----------------------------------------------------------------------------------------------- | ----------------------------------------------------------------------------------------------- |
| Условия матча Рея Мистерио и Финли                                   | - Матч с носилками (40 %) - Матч без дисквалификации (36 %) - Shillelagh on a Pole match (24 %) | - Матч с носилками (40 %) - Матч без дисквалификации (36 %) - Shillelagh on a Pole match (24 %) |
| Оппонент для СМ Панка                                                | - Миз (39 %) - Джон Мориссон (33 %) - Большой Папочка Ви (28 %)                                 | - Миз (39 %) - Джон Мориссон (33 %) - Большой Папочка Ви (28 %)                                 |
| Оппонент для МВП                                                     | - Кейн (67 %) - Великий Кали (24 %) - Марк Хенри (9 %)                                          | - Кейн (67 %) - Великий Кали (24 %) - Марк Хенри (9 %)                                          |
| Оппонент для Рэнди Ортона                                            | - Шон Майклз (59 %) - Джефф Харди (31 %) - Мистер Кеннеди (10 %)                                | - Шон Майклз (59 %) - Джефф Харди (31 %) - Мистер Кеннеди (10 %)                                |
| Условия поединка Triple H и Умаги                                    | - Уличная драка (57 %) - Матч в стальной клетке (26 %) - Матч до первой крови (17 %)            | - Уличная драка (57 %) - Матч в стальной клетке (26 %) - Матч до первой крови (17 %)            |
| Победитель конкурса костюмов для Хэллоуина среди див                 | - Микки Джеймс (21 %) - Келли Келли (17 %) - Тори Уилсон (15 %) - Мелина (12 %) - Мария (12 %)  | - Лэйла (7 %) - Джиллиан (5 %) - Виктория (4 %) - Брук (4 %) - Мишель Маккул (3 %)              |
| Специально-приглашённый судья для поединка Гробовщика против Батисты | - Стив Остин (79 %) - Мик Фоли (11 %) - JBL (10 %)                                              | - Стив Остин (79 %) - Мик Фоли (11 %) - JBL (10 %)                                              |